# Alessandro Tarabini
Alessandro Marcellino Tarabini (Cosio Valtellino, 15 settembre 1894 – Roma, 25 maggio 1949) è stato un politico, generale e dirigente sportivo italiano, commissario straordinario del Genova 1893 nel biennio 1933/1934.

## Politica
Originario della provincia di Sondrio, dopo il conseguimento del diploma lavorò come insegnante elementare e perito. Reduce della prima guerra mondiale, Tarabini si iscrisse nel 1921 al Partito Nazionale Fascista e prese parte alla marcia su Roma.
Squadrista, fu Luogotenente Generale della MVSN e, nel corso degli anni Venti, ricoprì la carica di segretario federale a Como. Deputato fascista dal 1929 al 1939, fu consigliere nazionale alla Camera dei Fasci e delle Corporazioni dal 1939 al 1943. Nel corso della sua esperienza parlamentare, venne processato per tre volte a causa di investimenti stradali da lui provocati.
Vicesegretario del PNF dal gennaio 1943, la sera del 25 luglio - non appena seppe che l'ordine del giorno Grandi aveva posto Mussolini in minoranza e causato la caduta del regime fascista - Tarabini inviò un telegramma ai segretari federali con l’invito a non ribellarsi ed a mettersi a disposizione del nuovo governo. Per tale motivo, dopo la nascita della Repubblica Sociale Italiana, verrà arrestato con l'accusa di tradimento: processato a Parma insieme all'ex segretario Carlo Scorza, venne assolto per intervento diretto del Duce.
Fu uno dei circa cinquemila fascisti, arrestati a partire dal 26 aprile 1945, ad essere rinchiuso nel carcere lariano di San Donnino; anche lui, come gli altri, venne lasciato libero dopo la promulgazione dell'amnistia Togliatti.

## Calcio
Tarabini divenne commissario straordinario del club calcistico Genova 1893 per volontà del Federale Giorgio Molfino, sostituendo Vincent Ardissone.
La sua dirigenza fu connotata da una gestione piuttosto controversa: passò dal promettere premi vittoria, a salatissime multe ed in alcuni casi addirittura il confino. Il club così gestito incappò nella sua prima retrocessione in cadetteria al termine della Serie A 1933-1934.
Venne sostituito nel 1934 alla guida della società da Alfredo Costa, imprenditore marittimo. Fu anche membro del Direttorio nazionale del CONI.